# Horatio Sharpe
Horatio Sharp (Engeland, 1718 - aldaar, 1790) was de 22e gouverneur van Maryland. Hij was gouverneur van 1753 tot 1768.

## Biografie

### Jeugd
Sharpe werd geboren in 1718 in Engeland. Hij had negen broers en vier zussen. Zijn broer, Gregory Sharpe (1713 - 1771), was de kapelaan van George III.

### Carrière
Sharp vocht als kapitein in de Jakobitische opstand in 1745 tegen de Schotten. Hij diende bij het 20ste regiment. Hij promoveerde later, in West-Indië, tot luitenant-kolonel. Hij diende tot zijn benoeming door Frederick Calvert als gouverneur van Maryland.
Sharpe werd in 1754 door de Koning benoemd als koninklijke opperbevelhebber van alle Britse troepen en commandant van de koloniale troepen ter bescherming van Virginia en aangrenzende koloniën. In 1755 werd Sharpe vervangen door Generaal-majoor Edward Braddock. Sharpe was aanwezig op de door Edward Braddock georganiseerde bijeenkomst in 1755. Hier stemde hij, met enkele andere gouverneurs, in om een oorlogsplan tegen Nieuw-Frankrijk uit te werken.
Sharpe was bevriend met George Mason en George Washington.
Horatio Sharpe heeft in begin 1764 Whitehall laten bouwen, nu een historisch monument. Whitehall werd ontworpen door Joseph Horatio Anderson, die ook de architect van Maryland State House was. Het diende als Sharps residentie vanaf het moment van zijn gedwongen pensionering in 1769 tot zijn terugkeer naar Engeland in 1773.

### Terugkeer
In 1773 keerde hij terug naar Engeland wegens familiezaken en bleef in Engeland tot zijn dood in 1790.
- Gemeinsame Normdatei: 1183721102
- International Standard Name Identifier: 0000 0003 8534 5237
- Library of Congress Control Number: n85337447
- Nationale Bibliotheek van Israël: 987010649975905171
- Nederlandse Thesaurus van Auteursnamen: 333886291
- SNAC: w6794jsj
- Virtual International Authority File: 223945477
- WorldCat: E39PBJhCKhJDTKQYk4HjYdDjG3